# Bisdom Fontibón
Het bisdom Fontibón (Latijn: Dioecesis Fontibonensis) is een rooms-katholiek bisdom met als zetel Fontibón, een district van Bogota, de hoofdstad van Colombia. Het bisdom is suffragaan aan het aartsbisdom Bogota. 

## Geschiedenis
Het bisdom werd opgericht op 6 augustus 2003, uit delen van het aartsbisdom Bogota. 

## Parochies
Het bisdom had in 2021 een oppervlakte van 80 km2 en telde 1.570.000 inwoners waarvan 79,6% rooms-katholiek was.

## Bisschoppen
- Enrique Sarmiento Angulo (6 augustus 2003 - 25 november 2011)
- Juan Vicente Cordoba Villota (25 november 2011 - heden)

## Galerij van afbeeldingen

Wapen van het bisdom Fontibón

Bogota (aartsbisdom) · Engativá · Facatativá · Fontibón · Girardot · Soacha · Zipaquirá